# Vidimace
Vidimace (jinak též úřední ověřování listiny, z latinského vidimus, "viděli jsme") je úřední ověření skutečnosti, že opis nebo kopie listiny se doslova shoduje s předloženou listinou. Pro ověření pouze podpisu se používá legalizace.
Vidimací se nepotvrzuje správnost ani pravdivost údajů uvedených na vidimované listině ani jejich soulad s právními předpisy. Ten, kdo provádí vidimaci, za obsah listiny neodpovídá. Vidimace se na vidimované listině vyznačí ověřovací doložkou a otiskem úředního razítka.

## Česká republika
V České republice provádějí vidimaci na základě zákona o ověřování tyto orgány:
- krajské úřady,
- obecní úřady, úřady městských částí nebo městských obvodů územně členěných statutárních měst a úřady městských částí hlavního města Prahy, jejichž seznam stanoví vyhláška č. 36/2006 Sb.,[3]
- újezdní úřady,
- držitelé poštovní licence (např. Česká pošta, s.p.[4]),
- Hospodářská komora ČR.

Dále, na základě jiných právních předpisů, ověřování též provádí:
- notáři,[5]
- kapitáni plavidel České republiky,[6]
- konzulární a zastupitelské úřady České republiky v zahraničí.[7]